# Tomáš Haas
Tomáš Haas (15. října 1947 Praha – 27. července 2018 Praha) byl politický konzultant, novinář a publicista.

## Život
Narodil v roce 1947 v Praze. V roce 1969 emigroval do Kanady, kde studoval historii a politologii na University of Toronto. Poté působil v Kanadě a USA jako konzultant.
Po návratu z emigrace působil v letech 1991–1996 v Praze jako politický konzultant. Byl také poradcem primátora hlavního města Prahy, několika ministrů a Úřadu vlády.
Po této epizodě života se na několik let vrátil do Kanady a USA, kde opět působil jako nezávislý konzultant. Mimo jiné pracoval i pro americkou agenturu Maxim Group – Technisource v Indianapolis a jako analytik pro město Toronto (Municipality of Metropolitan Toronto).
V roce 2005 se definitivně vrátil do republiky. V letech 2005–2008 byl interním poradcem prezidenta republiky Václava Klause a v letech 2009–2010 poradcem předsedů vlády Topolánka a Fischera.
Byl častým komentátorem české politiky, publikoval své blogy v několika českých i slovenských internetových denících.
Byl členem ODS skoro od jejího založení, stal se jím krátce po návratu z exilu a po Hostivařském sněmu. V ODS byl aktivním členem, pracoval v ODS Praha 10 a několik měsíců po vstupu byl zvolen předsedou oblasti a členem tehdejší pražské „Regionální rady“. Členství v ODS ukončil dne 15. 2. 2015 rezignačním dopisem.